# عبادة بن نسي الكندي
عبّادة بن نسيّ بن عِبّاد بن عِياض بن عُقبة الكِندي  ويكنى بأبو عمر الشامي الأردني قاضي طبرية ووالي الأردن أيام عمر بن عبد العزيز. قال مسلمة بن عبد الملك عنه  :
وسأل هشام بن عبد الملك مرة من سيد أهل فلسطين؟ فقالوا: رجاء بن حيوة الكندي. فمن سيد أهل الأردن ؟ قالوا : عبادة بن نسي. قال : فمن سيد دمشق ؟ قالوا : يحيى بن يحيى الغساني قال : فمن سيد أهل حمص ؟ قالوا : عمرو بن قيس السكوني قال : فمن سيد أهل الجزيرة ؟ قالوا : عدي بن عدي الكندي
مات سنة ثمان عشرة ومائة للهجرة في خلافة هشام بن عبدالملك.